# Lake City (Florida)
Lake City es una ciudad ubicada en el condado de Columbia en el estado estadounidense de Florida. En el Censo de 2010 tenía una población de 12.046 habitantes y una densidad poblacional de 374,66 personas por km².

## Geografía
Lake City se encuentra ubicada en las coordenadas 30°11′20″N 82°38′50″O / 30.18889, -82.64722. Según la Oficina del Censo de los Estados Unidos, Lake City tiene una superficie total de 32.15 km², de la cual 31.12 km² corresponden a tierra firme y (3.2%) 1.03 km² es agua.

## Demografía
Según el censo de 2010, había 12.046 personas residiendo en Lake City. La densidad de población era de 374,66 hab./km². De los 12.046 habitantes, Lake City estaba compuesto por el 56.58% blancos, el 37.26% eran afroamericanos, el 0.42% eran amerindios, el 1.62% eran asiáticos, el 0% eran isleños del Pacífico, el 1.41% eran de otras razas y el 2.71% pertenecían a dos o más razas. Del total de la población el 5.4% eran hispanos o latinos de cualquier raza.